# Alluaudomyia cobra
Alluaudomyia cobra är en tvåvingeart som beskrevs av Meillon och Wirth 1987. Alluaudomyia cobra ingår i släktet Alluaudomyia och familjen svidknott. Inga underarter finns listade i Catalogue of Life.